# Cold Play Sharks Mechelen
Die Cold Play Sharks (CP Sharks) ist ein Eishockeyverein aus dem belgischen Mechelen, dessen erste Mannschaft seit 2018 unter den Namen Golden Sharks in der BeNe League, der höchsten gemeinsamen Liga Belgiens und der Niederlande spielt.
Die Cold Play Sharks wurden 2016 gegründet. Sie spielen im Ice Skating Center Mechelen im Stadtteil Leest, das eine Zuschauerkapazität von 1000 Plätzen hat. Dieses ersetzte 2016 das alte Eisstadion Flanders on Ice mit einer Kapazität von 200 Zuschauern.

## Geschichte
Bereits in der ersten Saison 2016/17 gewannen die Cold Play Sharks die Meisterschaft der zweithöchsten Liga, der National League Division I. In der Folgesaison gewann man die Meisterschaft ohne Punktverlust. Erstmals nahm man auch am belgischen Pokal teil, wo man zwei Siege gegen das BeNe League-Team IHC Leuven feiern konnte. Den Wettbewerb beendete man auf Platz 5.
2018 wechselte man in die BeNe League und änderte den Namen der ersten Mannschaft auf Golden Sharks. In der ersten Spielzeit landete man auf Platz 10. Damit verpasste man die Play-offs, qualifizierte sich aber für das Final Four der belgischen Meisterschaft, das in Mechelen stattfand. Im Halbfinale schieden die Golden Sharks gegen HYC Herentals aus. Im Pokalwettbewerb erreichte man Platz 4. In der Spielzeit 2019/20 konnte mit dem 8. Platz der Hauptrunde die Play-offs erreichen, schied aber im Viertelfinale in zwei Spielen gegen die Flyers Heerenveen aus. Im Pokal erreichte man erneut Platz 4.

## Frauen
Die Frauenmannschaft spielt seit 2017 in der deutschen 2. Liga Nord. In der ersten Spielzeit verspielte man die Meisterschaft erst fünf Sekunden vor Ende der letzten Partie gegen die Kölner Haie. Im Folgejahr reichte es nur zum 5. Platz. Das Pokalturnier der Liga zum Abschluss der Saison in heimischer Halle wurde dagegen gewonnen. Die Saison 2019/20 wurde wegen der Covid-19-Pandemie abgebrochen, die CP Sharks hatten noch theoretische Chance auf den Meistertitel.

## Weitere Mannschaften
Die zweite Mannschaft spielt unter dem Namen Future Golden Sharks in der National League Division I. Dritte und vierte Mannschaft spielen als Cold Play Sharks in Division 3 und 4. Dazu kommen Nachwuchsmannschaften in allen Altersklassen.